# حنبعل جغام
حنّبعل جغام هو لاعب كاراتيه تونسي سابق ولد يوم 6 أوت/آب 1973 في سوسة، وهو من أكثر الرياضيين التونسيين تتويجا في كلّ الرياضات بحصوله على أكثر من 75 ميدالية دوليّة.

## مسيرته
كان حنّبعل جغام مقيما برواد لمّا التحق بالمدرسة الفيديرالية التونسية للكاراتيه حيث تعرف على مدربه الأوّل حسن دعا. سنة 1988، تحصّل على البطولة المحليّة في صنف الأصاغر الّتي أهّلته للمشاركة في بطولة العالم الّتي بلغ فيها الدّور ربع النّهائيّ.

بعد تحصّله على الأستاذية في الاقتصاد والعلاقات الدولية، غادر حنبعل تونس، وكان يبلغ من العمر حينها 21 سنة، ليواصل دراسته في درجة الدوكتوراه في الاقتصاد في جامعة باريس 12-فال من مارن.
سنة 1999، أصبح حنّبعل أوّل بطل إفريقي يفوز بدورة فرنسا الدولية المفتوحة للكاراتيه في الصّنف المفتوح في ملعب سان بيير دي كوبرتان في باريس. وفي أغسطس (أوت) من نفس السّنة، فاز بذهبية دورة الألعاب العربية المقامة بعمان الأردنية، وفي سبتمبر فاز بذهبية الألعاب الإفريقية بجوهانسبرغ جنوب الإفريقية.
في فبراير (فيفري) 2001، دُعي حنبعل جغام كلاعب ومدرّب في نفس الوقت ليقوم بإعداد الفريق الوطني التونسي للكاراتيه إلى الألعاب المتوسطية 2001 التي احتضنتها تونس في سبتمبر. وفي آخر هذه المسابقة، بلغت تونس المركز الثاني في مجموع الميداليات بعد فرنسا التي تصدّرت الترتيب.
في يونيو 2001، وسّم رئيس الجمهورية التونسية زين العابدين بن علي حنبعل جغام بوسام الاستحقاق للجمهورية التونسية.

## السجل الذهبي

### المسابقات العالمية
- ميدالية برونزية (أكثر من 80 كغ) : 2001، أكيتا (اليابان)

### بطولة العالم الجامعية
- ميدالية برونزية (أكثر من 80 كغ) : 2000، كيوتو (اليابان)

### الألعاب المتوسطية
- ميدالية فضية (أكثر من 80 كغ) : 2001، تونس (تونس)

### الألعاب الإفريقية
- ميدالية ذهبية (أكثر من 80 كغ) : 1999، جوهانسبرغ (إفريقيا الجنوبية)

### الألعاب العربية
- ميدالية ذهبية (أكثر من 80 كغ) : 1999، عمّان (الأردن)

### بطولة أوروبا للأندية
- ميدالية ذهبية للفرق : 1998، زلين (التشيك)
- ميدالية ذهبية للفرق : 1999، باريس (فرنسا)
- ميدالية فضية للفرق : 2000، تل أبيب - يافا (فلسطين المحتلة)

### مسابقات عالمية مختلفة
- ميدالية ذهبية : دورة فرنسا الدولية المفتوحة، باريس 1999
- ميدالية ذهبية (أكثر من 80 كغ) : دورة كرواتيا الدولية المفتوحة، زغرب 2003
- ميدالية ذهبية (أكثر من 80 كغ) : دورة إيطاليا الدولية المفتوحة، ميلانو 2003
- ميدالية ذهبية (أكثر من 80 كغ) : دورة النمسا الدولية المفتوحة، غموندن 1998
- ميدالية ذهبية (أكثر من 80 كغ) : دورة كورسيكا الدولية المفتوحة، بورتو فيكيو 1996
- ميدالية فضية (أكثر من 80 كغ) : دورة فرنسا الدولية المفتوحة، باريس 2003
- ميدالية فضية (أكثر من 80 كغ) : دورة بلجيكا الدولية المفتوحة، لييج 2002
- ميدالية برونزية (أكثر من 80 كغ) : دورة ألمانيا الدولية المفتوحة، بون 2003
- ميدالية برونزية (أكثر من 80 كغ) : دورة ألمانيا الدولية المفتوحة، هانو 2006